# Theda Mansholt
Theda Wilmina Scheltjea Mansholt (Meeden, 28 april 1879 - Arnhem, 7 december 1956) was een Nederlandse pedagoge, die wordt beschouwd als de grondlegster van het Nederlandse landbouwhuishoudonderwijs.

## Biografie
Theda Mansholt was een dochter van de Groninger boer en politicus Derk Roelof Mansholt (1842-1921) en een tante van de latere Minister van Landbouw en eurocommissaris Sicco Mansholt (1908-1995). Ze groeide op in Meeden en later in de Westpolder bij Ulrum. Ze werd in Groningen en Nijmegen opgeleid tot huishoudlerares. Vanaf 1911, al voordat ze haar opleiding had voltooid, gaf ze kooklessen aan de tweejarige wintercursus voor meisjes aan de Rijkslandbouw-winterschool in Veendam, een van de eerste opleidingen voor plattelandsmeisjes. Ook verzorgde zij her en der in de provincie Groningen zomercursussen. Dat zou ze tot 1913 blijven doen.
In 1910 bestudeerde Mansholt in opdracht van de Nederlandse regering in België, Denemarken en Noord-Duitsland hoe boerendochters daar werden onderwezen. Naar aanleiding van haar bevindingen werd onder meer in 1913 de Rijksschool voor Landbouwhuishoudonderwijs ("De Rollecate") in Den Hulst (Overijssel) opgericht, waarvan ze de eerste directrice werd. Op de school was veel aandacht voor plantkunde, tuinbouw, pluimveehouderij en melkbehandeling. Haar visie op landbouwonderwijs vatte Mansholt samen als: "De lerares dient haar leerlingen de ogen te openen voor het vele goede dat buiten wonen heeft en haar leren van dit goede zoveel mogelijk partij te trekken ook door haar produkten van eigen bedrijf en tuin beter dan veelal het geval is te gebruiken". Zelf gaf ze les in Koken en Voedingsleer, Methodiek en Huishoudelijk beheer. Toen de school in 1930 naar Deventer verhuisde, bleef ze directrice. In 1933 werd ze vanwege haar verdiensten voor het landbouwhuishoudonderwijs benoemd tot Officier in de orde van Oranje-Nassau. Mansholt maakte regelmatig studiereizen naar het buitenland, waarbij ze ook voordrachten hield en congressen bezocht. In 1934 was ze verantwoordelijk voor de Nederlandse bijdrage aan het vijfde Internationale Congres voor Huishoudonderwijs te Berlijn, die handelde over "de noodzakelijkheid van een wetenschappelijke organisatie in de huishouding in het belang van de vrouw". Ze ging in 1941 met pensioen. In 1951 werd de nieuw geopende Landbouwhuishoudschool in Haren (Groningen) naar haar genoemd.
Theda Mansholt is op 7 december 1956 op 77-jarige leeftijd te Arnhem overleden.